# Jorge Ben Jor

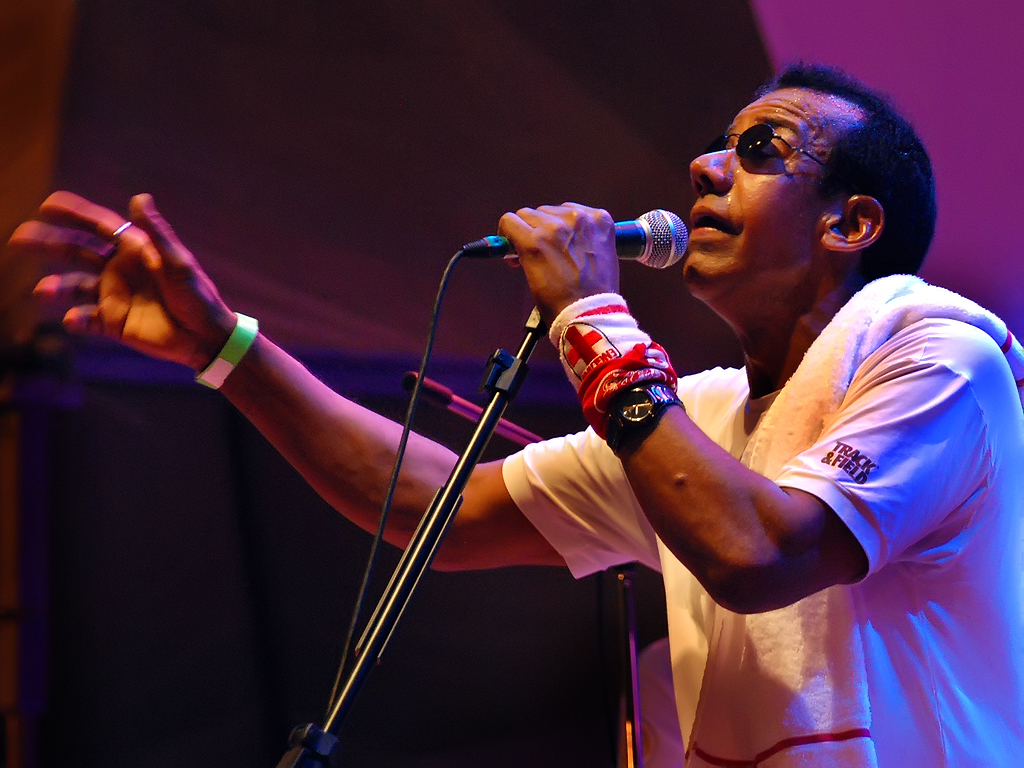
Jorge Ben Jor 2008

Jorge Ben Jor (* 22. März 1939 in Rio de Janeiro; eigentlich Jorge Duilio Lima Meneses) ist einer der bekanntesten Vertreter der Música Popular Brasileira. Bis 1988 trat er unter dem Künstlernamen Jorge Ben auf, seitdem nennt er sich Jorge Ben Jor.

## Werdegang

Jorge Ben, 1972

Sein erstes Album „Samba de esquema novo“ von 1963 enthielt zahlreiche spätere Welthits wie Mas que nada und Chove chuva (beide u. a. von Sérgio Mendes gecovert). 
Um das Lied Taj Mahal führte Jorge Ben Jor einen Plagiatsprozess gegen Rod Stewart und dessen Da Ya Think I’m Sexy?. Der Plagiatsprozess wurde zu Gunsten von Jorge Ben entschieden.
Neben seiner Tätigkeit als Komponist und Interpret seiner eigenen Werke hat er auch für viele andere brasilianische Künstler Lieder geschrieben.
Jorge Ben war in der Blütezeit der Música Popular Brasileira in den 1960er und frühen 1970er Jahren ein Wandler zwischen den musikalischen Hauptströmungen. Zunächst gab es damals das von Elis Regina präsentierte Fernsehprogramm „Fino da Bossa“, in dem nur Vertreter der Bossa Nova auftraten und deren Künstler ihre Basis in den besser situierten Gebieten in der Zona Sul (Copacabana, Ipanema, Leblon) von Rio de Janeiro hatten. Im Gegensatz dazu stand das von Erasmo Carlos und Wandalea präsentierte Fernsehprogramm „Jovem Guarda“, dass seine Basis eher in der weißen unteren Mittelschicht der nördlichen Gebiete Rio de Janeiros hatte. Der musikalische Stil dieser Sendung orientierte sich stärker an den US-amerikanischen Vorbildern des Rock ’n’ Roll, Blues und Soul. Als einer der wenigen Musiker seiner Generation trat er in beiden Shows auf. Dies führte allerdings zu einem Auftrittsverbot bei Fino da Bossa, da dies zu damaligen Zeiten als „Verrat“ an dem als „brasilianischer“ angesehenen Bossa Nova Stil aufgefasst wurde. Als Wanderer zwischen diesen beiden Richtungen wurde er gemeinsam mit Bebeto und Trio Mocotó zum Begründer des Samba Rock (so wird er in São Paulo bezeichnet) bzw. des Samba Suingue (so wird er in Rio bezeichnet) einer weiteren Richtung der MPB.
Schließlich stand Jorge Ben auch mit der musikalischen Strömung der Tropicália/Tropicalismo um Caetano Veloso, Gilberto Gil, Gal Costa und Os Mutantes in Verbindung. So sind A Minha Menina (Os Mutantes) und Tuareg (Gal Costa) Kompositionen von Jorge Ben.
Jorge Ben Jor wohnt seit 2018 in dem Luxushotel Copacabana Palace in Rio de Janeiro, dem ersten Haus am Platz.

## Berühmte Songs
- Mas, que Nada!
- Charles Anjo 45
- Que Pena
- País Tropical
- Fio Maravilha
- Taj Mahal
- Take It Easy My Brother Charlie
- Bebete Vaobora
- Umbabarauma (Ponta de Lança Africano)
- Oba, La Vem Ela
- Carolina, Carol Bela
- Chove Chuva

## Diskografie (Studioalben)
Nach Meinung der meisten Kritiker stellen die Alben, die in der Periode zwischen 1963 (Samba de Esquema Novo) und 1976 (África Brasil) eingespielt wurden, den Höhepunkt seines Schaffens dar. In dieser Zeit brachte seine Alben fast ausschließlich Philips (Brasilien) heraus. Später entstanden seine Produktionen für wechselnde Label wie Som Livre oder Warner.
- Reactivus amor est - Turba Philosophorum (2004)
- Acústico MTV - Admiral Jorge V (2002)
- Acústico MTV - Banda do Zé Pretinho (2002, BR: Gold)[3]
- Músicas Para Tocar em Elevador (1997)
- Homo sapiens (1995)
- Ben Jor World Dance (1995)
- 23 (1993)
- Live in Rio (1992)
- Ben Jor (1989)
- Ben Brasil (1986)
- Sonsual (1985)
- Dádiva (1984)
- Bem-Vinda Amizade (1981)
- Alô, Alô, Como Vai (1980)
- Salve Simpatia (1979)
- A Banda do Zé Pretinho (1978)
- Tropical (1977)
- África Brasil (1976)
- Jorge Ben à l'Olympia (1975)
- Solta o Pavão (1975)
- Gil e Jorge (1975)
- Brother (1974; Philips 6349 083)
- Jorge Ben - 10 Anos Depois (1973)
- A Tábua de Esmeralda (1972)
- Ben (1972)
- Negro é Lindo (1971)
- Fôrça Bruta (1970)
- Jorge Ben (1969; Metronome 15559)
- O Bidú - Silêncio no Brooklin (1967)
- Big Ben (1965)
- Ben é Samba Bom (1964)
- Sacundin Ben Samba (1964)
- Samba Esquema Novo (1963)